# Joaquim José Alves
Joaquim José Alves (Antonina, 22 de junho de 1834 — Curitiba, 16 de agosto de 1905) foi um político brasileiro.
Foi vice-presidente da província do Paraná, assumindo a presidência interinamente, de 3 de outubro a 11 de outubro de 1889.